# Vrachnéika (Patras, Achaïe)
Vrachnéika, en grec moderne : Βραχναίικα, est un village et un ancien dème du district régional d'Achaïe, en Grèce-Occidentale. Depuis 2010, il est fusionné au sein du dème de Patras.
Selon le recensement de 2011, la population du dème compte 4 627 habitants tandis que celle du village s'élève à 2 571 habitants.